# Hepstedt
Hepstedt (niederdeutsch Heps) ist eine Gemeinde in der Samtgemeinde Tarmstedt im niedersächsischen Landkreis Rotenburg (Wümme).

## Geschichte
Hepstedt wird 1004 erstmals erwähnt, als König Heinrich II. dem Kloster Kemnade bei Bodenwerder an der Weser Hepstidi als Besitz bestätigt.
Im Staatsforst Ummel liegt ein von Einheimischen so genannter „Russenfriedhof“ mit fünf Gräbern mit dort beerdigten Kriegsgefangene  vom Stalag X-B in Sandbostel, die zum Arbeiten nach Hepstedt vermittelt wurden.

### Ortsname
Alte Bezeichnungen des Ortes sind um 1004 Hepstidi.

Stidi oder stide ist die ostfälische Form zu stede und steht für Stätte. Der erste Teil des Wortes kommt aus dem Altsächsischen vom Wort hiopo für Dornstrauch. Ähnlich lautet der Begriff in der englischen Sprache: hip für Dornstrauch, beziehungsweise im Norwegischen: hjupa für Hagebutte. Daraus lässt sich schließen, dass sich Hepstedt auf eine Stätte in der Nähe von Dornensträuchern bezieht.

### Religion
68 % der Bevölkerung sind evangelisch, 2 % katholisch. Die Lutheraner gehören der Kirchengemeinde Kirchtimke im Kirchenkreis Osterholz-Scharmbeck der Landeskirche Hannovers. Auf reformierter Seite ist Hepstedt der Gemeinde Ringstedt im Synodalverband VIII der Evangelisch-reformierten Kirche zugeordnet. Die Katholiken gehören der Pfarrei Corpus Christi in Rotenburg (Wümme) an, die in Zeven eine Filialkirche (Christ König) hat.

## Politik

### Gemeinderat
Der Rat der Gemeinde Hepstedt besteht aus neun Ratsmitgliedern. Dies ist die festgelegte Anzahl für die Mitgliedsgemeinde einer Samtgemeinde mit einer Einwohnerzahl zwischen 501 und 1000 Einwohnern. Die Ratsmitglieder werden durch eine Kommunalwahl für jeweils fünf Jahre gewählt. Die aktuelle Amtszeit begann am 1. November 2021 und endet am 31. Oktober 2026.
Stimmberechtigt im Gemeinderat ist außerdem der hauptamtliche Bürgermeister.
Die letzte Kommunalwahl am 12. September 2021 ergab das folgende Ergebnis:
| Partei      | Anteilige Stimmen | Anzahl Sitze |
| ----------- | ----------------- | ------------ |
| WG Hepstedt | 100 %             | 9            |

### Bürgermeister
Der Gemeinderat wählte das Gemeinderatsmitglied Heidi Stelljes (WG Hepstedt) zur ehrenamtlichen Bürgermeisterin für die aktuelle Wahlperiode. Ihre Stellvertreter sind Günter Rosenbrock (WG Hepstedt) und Friederike Blanken (WG Hepstedt).

### Städtepartnerschaften
Hepstedt ist seit 1988 Teil der Gemeinschaft European Charter – Villages of Europe, eine Gruppe ländlicher Gemeinden aus allen EU-Ländern. Die Partnergemeinden dieser Friends of Europe sind Esch/Haaren (Niederlande), Bièvre (Belgien), Cissé (Frankreich), Cashel (Irland), Lassee (Österreich), Tisno (Kroatien), Samuel (Portugal), Bucine (Italien), Kannus (Finnland), Bienvenida (Spanien), Ockelbo (Schweden), Kolindros (Griechenland), Desborough (Vereinigtes Königreich), Ibănești (Rumänien), Holmegard/Naestved (Dänemark), Nagycenk (Ungarn), Strzyzow (Polen), Nadur (Malta), Moravce (Slowenien), Medzev (Slowakei), Põlva (Estland), Kandava (Lettland), Žagarė (Litauen), Lefkara (Zypern), Starỳ Poddvorov (Tschechien), Troisvierges (Luxemburg) und Sliwo Pole (Bulgarien).

## Kultur und Sehenswürdigkeiten
- Wohn- und Wirtschaftsgebäude Am Brink 7 aus der zweiten Hälfte des 18. Jahrhunderts in Fachwerk
- Wohn- und Wirtschaftsgebäude Sandortstraße 7 von um 1810 in Fachwerk und mit reetgedecktem Krüppelwalmdach
- Wohn- und Wirtschaftsgebäude Am Brink 1 von 1869 in Fachwerk und reetgedecktem Krüppelwalmdach

## Wirtschaft, Verkehr und Infrastruktur
In Hepstedt treffen sich die von Rhade kommende und nach Tarmstedt fortführende nord-südlich verlaufende K 114 und die K 133, die den Ort nach Osten hin mit Kirchtimke verbindet. Zudem besteht ein kleiner Haltepunkt an der Bahnstrecke Wilstedt–Tostedt, der nur noch für Draisinenverkehr auf der Strecke von Wilstedt nach Zeven benutzt wird.

## Persönlichkeiten
- Manfred Hüttner (1930–2017), Wirtschaftswissenschaftler